# Dunglass
Dunglass es una localidad en East Lothian, Escocia (Reino Unido), entre las Lammermuir Hills y el Mar del Norte. Hay una iglesia del siglo XV, Dunglass Collegiate Church, ahora bajo el cuidado de Historic Scotland. Dunglass es el lugar de nacimiento de Sir James Hall, un geólogo y geofísico del siglo XVIII.

## Geografía
Dunglass es una pequeña población localizada a 1 km al noroeste de Cockburnspath y a 11 km al sureste de Dunbar. Dunglass ocupa un área de 2,47 km², parte del condado histórico de Haddingtonshire y de la parroquia de  Oldhamstocks. Se asienta al este de las colinas Lammermuir sobre la costa del Mar del Norte en el punto donde la antigua gran carretera del norte y la moderna A1, y el ferrocarril Londres-Edimburgo cruza la garganta del río Dunglass. El burn Dunglass era la frontera histórica entre los condados de Haddingtonshire, o East Lothian, y Berwickshire. Entre 1975 y 1996 fue el límite entre las regiones de Lothian y Borders. Desde entonces limita los concejos de East Lothian y Scottish Borders. En las inmediaciones de Dunglass se encuentran Cove, bahía de Pease y la reserva natural de Pease Dean.

## Finca y castillo Dunglass
El castillo Dunglass fue la fortaleza del conde de Home, fue construido en el siglo XIV. Pasó, después de ser confiscado en 1516, al conde de Angus del clan Douglas, pero fue asediada y destruida por los ingleses bajo el mando de Henry Percy, sexto conde de Northumberland, en el invierno de 1532, y de nuevo bajo el Protector Somerset en 1547, cuando se mantiene por Sir George Douglas.
El castillo fue reconstruido, ampliado y mejorado, y le dio alojamiento en 1603 a Jacobo VI de Escocia, y todo su séquito, en su viaje a Londres para asumir el trono inglés.
Sin embargo, fue destruida de nuevo el 30 de agosto de 1640 cuando se celebró una reunión de Covenanters dirigidos por Thomas Hamilton, segundo conde de Haddington. Un paje inglés, seguidor de Scotstarvet, vejado por una burla en contra de sus compatriotas, puso un hierro al rojo vivo en un barril de pólvora, y él mismo murió, junto al conde, su medio hermano, Richard, y muchos otros.
La familia Hall ocupa Dunglass durante 232 años desde 1687. Francis James Usher compró la finca a Sir John Richard Hall, noveno Bart en 1919, y la propiedad sigue siendo de la familia Usher.

## Sir James Hall
James Hall hizo un viaje en barco desde el este de Dunglass Burn a lo largo de la costa con el geólogo James Hutton. Encontraron la secuencia en el acantilado por debajo de la capilla de St. Helen, a continuación, justo al este en Siccar Point encontraron lo que Hutton llamó «una bella imagen de esta unión dejada al desnudo por el mar», y la que ha quedado como la discordancia de Hutton en Siccar Point. Playfair más tarde comentó sobre la experiencia, «la mente parecía marearse por mirar tan lejos en el abismo del tiempo». Continuando por la costa, hicieron más descubrimientos, incluyendo secciones de los lechos verticales que mostraban claras marcas de oleaje que dieron a Hutton «gran satisfacción» como una confirmación de su hipótesis de que estos lechos habían estado en posición horizontal en el agua. También encontraron conglomerado a altitudes que demostraba el grado de erosión de los estratos, y dijo de esto que «nunca hubimos soñado con encontrarnos con lo que vimos».